# 나의 대통령 일기
《나의 대통령 일기》(영어: Diary of a Future President)는 디즈니+에서 2020년 1월 17일부터 2021년 8월 18일까지 방영한 미국의 코미디 드라마 텔레비전 시리즈이다.

## 개요
쿠바계 미국인인 13살 중학생 엘레나가 사춘기에 찾아오는 다양한 압박을 헤쳐나가며 친구, 가족과 겪는 일상을 그린다. 엘레나는 장차 미국 대통령이 되겠다는 포부를 품고 있으며, 엘레나가 일기에 적은 글이 엘레나 목소리로 흘러나온다. 28년 뒤 실제로 미국 대통령이 되어 임기 수행 중인 성인 엘레나도 등장한다.

## 출연
- 셀레니스 레이바